# John McCarthy (calciatore)
John McCarthy (Filadelfia, 4 luglio 1992) è un calciatore statunitense, portiere del LA Galaxy.

## Carriera
Nella stagione 2024, mentre era in forza al LA Galaxy, ha conquistato la seconda MLS Cup dopo la conquista del titolo nel 2022 con il Los Angeles FC; Grazie a questa vittoria, è divenuto il primo calciatore in Major League Soccer a vincere la MLS Cup con entrambe le squadre di Los Angeles e il settimo portiere a vincerne più di una.

## Palmarès

### Club
- MLS Supporters' Shield: 1

Los Angeles FC: 2022
- Campionato MLS: 2

Los Angeles FC: 2022
LA Galaxy: 2024

### Individuale
- Miglior portiere della CONCACAF Champions League: 1

2023
- Squadra della stagione della CONCACAF Champions League: 1

2023